# Kékfarkú amazília
A kékfarkú amazília (Saucerottia cyanura) a madarak osztályának sarlósfecske-alakúak (Apodiformes) rendjébe és a kolibrifélék (Trochilidae) családjába tartozó faj.

## Rendszerezése
A fajt John Gould írta le 1859-ben, az Amazilia nembe  Amazilia cyanura néven.

## Alfajai
- Amazilia cyanura cyanura Gould, 1859
- Amazilia cyanura guatemalae (Dearborn, 1907)
- Amazilia cyanura impatiens (Bangs, 1906)[2]

## Előfordulása
Mexikó déli részén, Costa Rica, Guatemala, Honduras, Nicaragua és Salvador területén honos. Természetes élőhelyei a szubtrópusi vagy trópusi száraz erdők, síkvidéki és hegyi esőerdők, cserjések, valamint ültetvények és másodlagos erdők. Állandó, nem vonuló faj.

## Megjelenése
Testhossza 10 centiméter.

## Életmódja
Nektárral táplálkozik, de kisebb rovarokat is fogyaszt.

## Természetvédelmi helyzete
Az elterjedési területe elég nagy, egyedszáma ismeretlen. A Természetvédelmi Világszövetség Vörös listáján nem fenyegetett fajként szerepel.